# Kisebbik Hippiasz
A Kisebbik Hippiász Platón egyik korai dialógusa. A dialógus a szofisták téves elképzeléseit hivatott megmutatni.

## A dialógus
Hippiasz előadást tartott a szofista homéroszi kérdésekről. Ezt követően Eudikosz felszólítja Szókratészt, hogy mondjon véleményt az előbb elhangzott előadásról. Szókratész felkéri Hippiaszt, hogy mondjon véleményt a homéroszi hősökről, Akhilleuszról és Odüsszeuszról. A válasz: Akhilleusz jó, Nesztór bölcs, Odüsszeusz ravasz. Ezt követően Szókratész a ravasz kifejezésre kérdez rá. Hippiasz válasza: Akhilleusz őszinte és egyenes, Odüsszeusz ellenben hazug ember. Szókratész értelmezése szerint Hippiasz a hazug embert nevezi ravasznak.
A következő részben Szókratész, Hippiasz elmondásai alapján, a hazug ember jellemét igyekszik körülhatárolni. A hazug ember jellemzője ezek szerint a következő lesz: a hazug emberek sok mindenre képesek, különösen az emberek rászedésére, ugyanakkor ravaszok is. Mivel Hippiasz szerint mindezekre csak úgy képes valaki, ha eszes, Szókratész a hazug emberek végső definícióját, Hippiasz állításainak megfelelően, a következőkben állapítja meg:"…a hazug emberek rátermettek, eszesek és okossággal megáldott emberek közé tartoznak" (366 VI.). 
A következőkben Szókratész arról beszél, hogy mindenki azt teszi a legjobban, amiben a legjáratosabb. Mivel Hippiasz jártas a számolásban, ezért képes igazat mondani és hazudni is a számtani kérdésekben. Tehát a jó számtantudós az, aki hazudik, mert képes rá. Így van ez a többi tudományokban is. Szókratész konklúziója az, hogy az őszinte Akhilleusz és a hazug Odüsszeusz nem különböznek egymástól, hiszen aki hazug az őszinte is, aki őszinte az hazug is. Akhilleusz hazug mivoltát Szókratész az Iliaszból vett idézettel bizonyítja: Akhilleusz hazudott, mikor Odüsszeusznak azt mondta, hogy elhajózik Trója alól, Aisszal pedig azt közölte, hogy a táborban marad.
Hippiasz ellenérve Szókratész konklúziójára: Akhilleusz jóindulattól vezérelve mondott mást Aisznak, mint Odüsszeusznak. Odüsszeusz ellenben megfontoltan hazudik, illetve mond igazat. 
Szókratész válasza a következő: a szándékosan hazudó ember jobb mint az, aki akaratlanul hazudik. Hippiasz nem ért egyet Szókratésszal, példának a törvényeket hozza fel: "A törvények is köztudottan sokkal szigorúbban bánnak a szándékos bajkeverőkkel és a hazudozókkal, mint azokkal, akik akaratlanul teszik ezt." (372. XIV) Ezt követően Szókratész ironikus monológban számol be saját tudatlanságáról, és Hippiasz segítségét kéri, hogy megértse a problémát. Hippiasz megsértődik, azonban kisebb rábeszélés után hajlandó folytatni a beszélgetést.
A következő részben Szókratész kimutatja, hogy aki szándékosan teljesít rosszul, jobb, mint aki ugyanezt akaratlanul teszi:
"Szókratész: Mi a helyzet a testtartás dolgában, Hippiasz? Nem a jobb testalkatú ember az, amelyik szándékosan veszi fel a csúnya és hitvány testtartást, a hitványabb meg az, amelyik akarata ellenére? Vagy te hogyan gondolod?
Hippiasz: Így.
Szókratész: Tehát a rossz tartás esetében is a szándékos származik a test kiváltságából, a nemszándékos meg a test hitványságából."
(374 b 4 – c 2)
Így van ez minden tulajdonsággal, az ember inkább választja, hogy a jó tulajdonságok birtokosa legyen, mint a rosszaké. Ezért ha választani kell valakinek, hogy szándékosan vagy akarata ellenére sántítson, akkor biztos, hogy az előbbit választaná. Ebből Szókratész azt a következtetést vonja le, hogy jobb az, aki szándékosan igazságtalan, mint aki akarata ellenére. Ugyanis mivel az igazságosság képesség vagy tudás, aki szándékosan hibázik az képes az igazságosságra, az akarta ellenére hibázó pedig nem. A végkövetkeztetés egy paradoxon lesz, amivel sem Szókratész, sem Hippiasz nem ért egyet: aki szándékosan hibázik és tesz szégyenletes cselekedeteket, az jó ember.